# لودفيغ هينريتش فون ياكوب
لودفيغ هينريتش فون ياكوب (بالألمانية: Ludwig Heinrich von Jakob)‏ هو فيلسوف واقتصادي ألماني، ولد في 26 فبراير 1759 في Wettin, Saxony-Anhalt ‏ في ألمانيا، وتوفي في 22 يوليو 1827 في باد لاوخشتيت في ألمانيا. كان استاذًا جامعيًّا في جامعة خاركوف في الإمبراطورية الروسية.